# プリンツ・オイゲン (重巡洋艦)
座標: 北緯8度45分9.85秒 東経167度40分59.16秒 / 北緯8.7527361度 東経167.6831000度
プリンツ・オイゲン（Prinz Eugen）は、ドイツ海軍の重巡洋艦。アドミラル・ヒッパー級の3番艦。1番艦のアドミラル・ヒッパー、2番艦のブリュッヒャーの設計に若干の変更を加えているため、アドミラル・ヒッパー級第2グループとされている。また、本艦とザイドリッツ、リュッツォウをプリンツ・オイゲン級重巡洋艦と呼称することもある。艦名は17世紀末から18世紀初頭のオーストリアの軍人プリンツ・オイゲンに因んで命名された。強運の巡洋艦として有名。

## 艦歴

### 建造
1935年11月16日発注。1936年4月23日にキールのクルップ・ゲルマーニア造船所で起工。1938年8月22日に進水。その後1939年9月に第二次世界大戦が勃発し、ドイツはイギリスやフランスとの間で開戦し、就役前の1940年7月1日に、キールでイギリス空軍機による爆撃で爆弾2発を受け軽微な損害を受ける。1940年8月1日就役。

### ライン演習作戦
1941年5月、プリンツ・オイゲンは戦艦ビスマルクと共にライン演習作戦に参加する。18日、ゴーテンハーフェンを出撃、スカゲラク海峡を通って北海に出る。ベルゲンで給油を受けてデンマーク海峡へ進出した後の24日、2隻はイギリス海軍の巡洋戦艦フッドと戦艦プリンス・オブ・ウェールズと交戦する。フッドはビスマルクの砲撃で爆沈し、プリンツ・オイゲンもプリンス・オブ・ウェールズに命中弾を与えた。その後、プリンツ・オイゲンはビスマルクと別れる。26日、タンカーのシュピヘルンと会同し給油を受けた。
6月1日、駆逐艦フリードリヒ・イン、ブルーノ・ハイネマン、エーリッヒ・シュタインブリンクに護衛されてブレストに入港した。7月2日、英空軍の空襲で爆弾１発を被弾し損傷。

### ツェルベルス作戦
1942年2月、シャルンホルスト、グナイゼナウ、プリンツ・オイゲンをブレストからドイツ本国に帰還させるというツェルベルス作戦が実行された。この作戦は、フランスのブレストからドイツのブルンスビュッテルまで、ドーバー海峡というイギリスの目の前を通過するという作戦だった。
3隻は2月11日の夜にブレストを出航した。2月12日、ドイツ艦隊はイギリス駆逐艦の攻撃を受けた。この戦闘でプリンツ・オイゲンとグナイゼナウはイギリスの駆逐艦ウースターを大破させた。なお、この時シャルンホルストは触雷のため、2隻とは離れていた。2月13日、プリンツ・オイゲンは無事にドイツに到着した。

### ノルウェーとバルト海

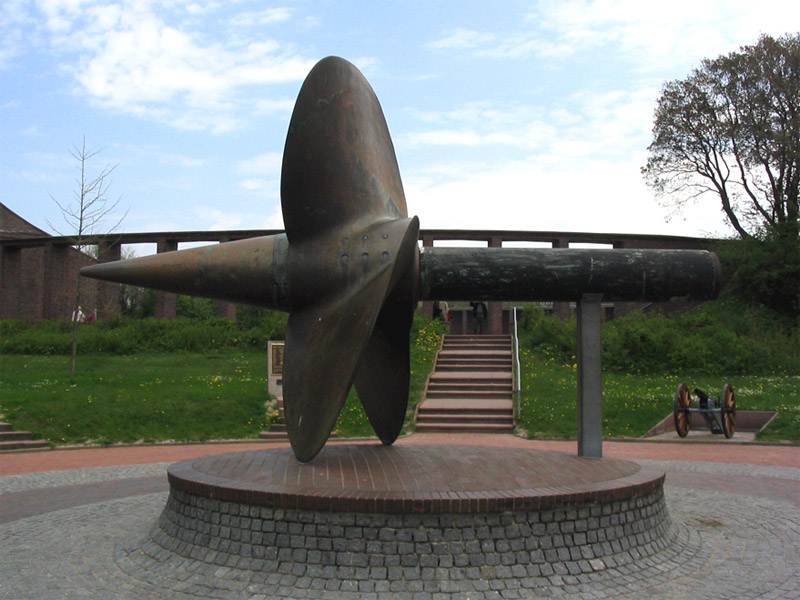
プリンツ・オイゲンのスクリュー。キール近郊のラーボエにあるラーボエ海軍記念碑のそばに置かれている

1942年2月21日、プリンツ・オイゲンは戦艦部隊司令長官オットー・チリアクス中将の旗艦として重巡洋艦アドミラル・シェーア、駆逐艦リヒャルト・バイツェン、パウル・ヤコビ、ヘルマン・シェーマン、フリードリヒ・インとノルウェーへ向かった。Grimstadfjordに短時間立ち寄り、それからトロンハイムへ向かった。2日後、Trondheimsfjord沖を航行中にイギリス潜水艦トライデントがプリンツ・オイゲンを雷撃。艦尾に命中した魚雷により艦尾を大破。プリンツ・オイゲンはLofjordへと曳航され、そこで数ヶ月にわたって修理が行われた。艦尾はすべて切り取られ、板で覆われて手動の舵が備え付けられた。
5月16日、プリンツ・オイゲンは自力でドイツへ向け出発した。キールへの航海中、イギリスの爆撃機19機と雷撃機27機がプリンツ・オイゲンを攻撃したが命中弾は無かった。10月まで修理のため戦列をはなれ、10月27日に公試を開始した。それから2ヶ月間はバルト海での訓練に費やされた。1943年1月初め、ドイツ海軍はノルウェーに展開する部隊への増援としてプリンツ・オイゲンにノルウェーへ戻るよう命じた。1月中に2度プリンツ・オイゲンはシャルンホルストとともにノルウェーへ向かおうとしたが、イギリス軍機に発見されたため引き返した。ノルウェーへの移動が不可能であることがあきらかとなると、プリンツ・オイゲンは練習艦隊に配属された。9ヶ月間、プリンツ・オイゲンはバルト海で士官候補生の訓練に使用された。
東部戦線においてソ連軍がドイツ軍を押し戻し始めると、プリンツ・オイゲンを砲術支援艦とする必要が生じた。そのため、1943年10月1日にプリンツ・オイゲンは戦闘任務に復帰した。1944年6月、プリンツ・オイゲンと重巡洋艦リュッツオウ、第6駆逐隊は第2任務部隊を編成し、それは後にティーレ任務部隊（Thiele Task Force）と改称された。8月19・20日、プリンツ・オイゲンはリガ湾に入り、トゥクムスを砲撃した。4隻の駆逐艦がプリンツ・オイゲンの搭載機Ar 196とともにそれを援護した。プリンツ・オイゲンによる砲撃はソ連軍の撃退に効果があった。
9月初め、プリンツ・オイゲンは要塞島、ゴーグラント島攻略作戦を支援したが、作戦は失敗に終わった。それからプリンツ・オイゲンはゴーテンハーフェンに戻り、フィンランドから脱出するドイツ軍を運ぶ船団を護衛した。6隻の貨物船からなる船団は9月15日にボスニア湾から出発し、第2任務部隊の全戦力がそれを護衛した。スウェーデン軍の航空機と駆逐艦が船団を追跡したが、妨害はしなかった。翌月、プリンツ・オイゲンは砲撃支援任務に戻った。10月11・12日、クールラント橋頭堡・メーメルのドイツ軍に対する支援砲撃を実施。2日間にわたる砲撃で約700発の主砲弾を発射した。弾薬の補給後、再び砲撃に戻り、14日と15日にさらに主砲弾370発を発射した。
ゴーテンハーフェンへの帰投途中の10月15日にプリンツ・オイゲンはヘル北方で軽巡洋艦ライプツィヒに衝突し、ライプツィヒの乗員19人が死亡。この事故は濃霧により発生した。ライプツィヒは危うく分断されるところであり、2隻は14時間繋がったままであった。プリンツ・オイゲンはゴーテンハーフェンへ送られ、そこで1ヶ月にわたって修理が行われた。ライプツィヒも応急修理を受け、翌1945年には何とか自力航行が可能になるまで回復した。11月20・21日、プリンツ・オイゲンはソルベ半島のドイツ軍支援のため、主砲弾約800発を発射した。
1月中旬、プリンツ・オイゲンはザームラントのソ連軍砲撃に派遣された（ケーニヒスベルクの戦い）。プリンツ・オイゲンはケーニヒスベルクへ進撃するクランツのソ連軍に対して主砲弾870発以上を発射した。この時点でプリンツ・オイゲンは主砲の弾薬を使い果たしていたが、軍需品の欠乏のため3月まで港にとどまり、それからゴーテンハーフェンやダンツィヒ、ヘラ周辺のソ連軍に対して砲撃を行った。4月8日、プリンツ・オイゲンはリュッツオウとともにスヴィーネミュンデへ向かった。4月13日、34機のアブロ ランカスター爆撃機が港内の2隻を攻撃。だが、この日は厚い雲のため攻撃は失敗した。2日後に再び攻撃が行われ、リュッツオウが撃沈された。それから、プリンツ・オイゲンはコペンハーゲンへ向かい、4月20日に到着。5月7日に退役し、翌日イギリス海軍に引き渡された。

### 戦後

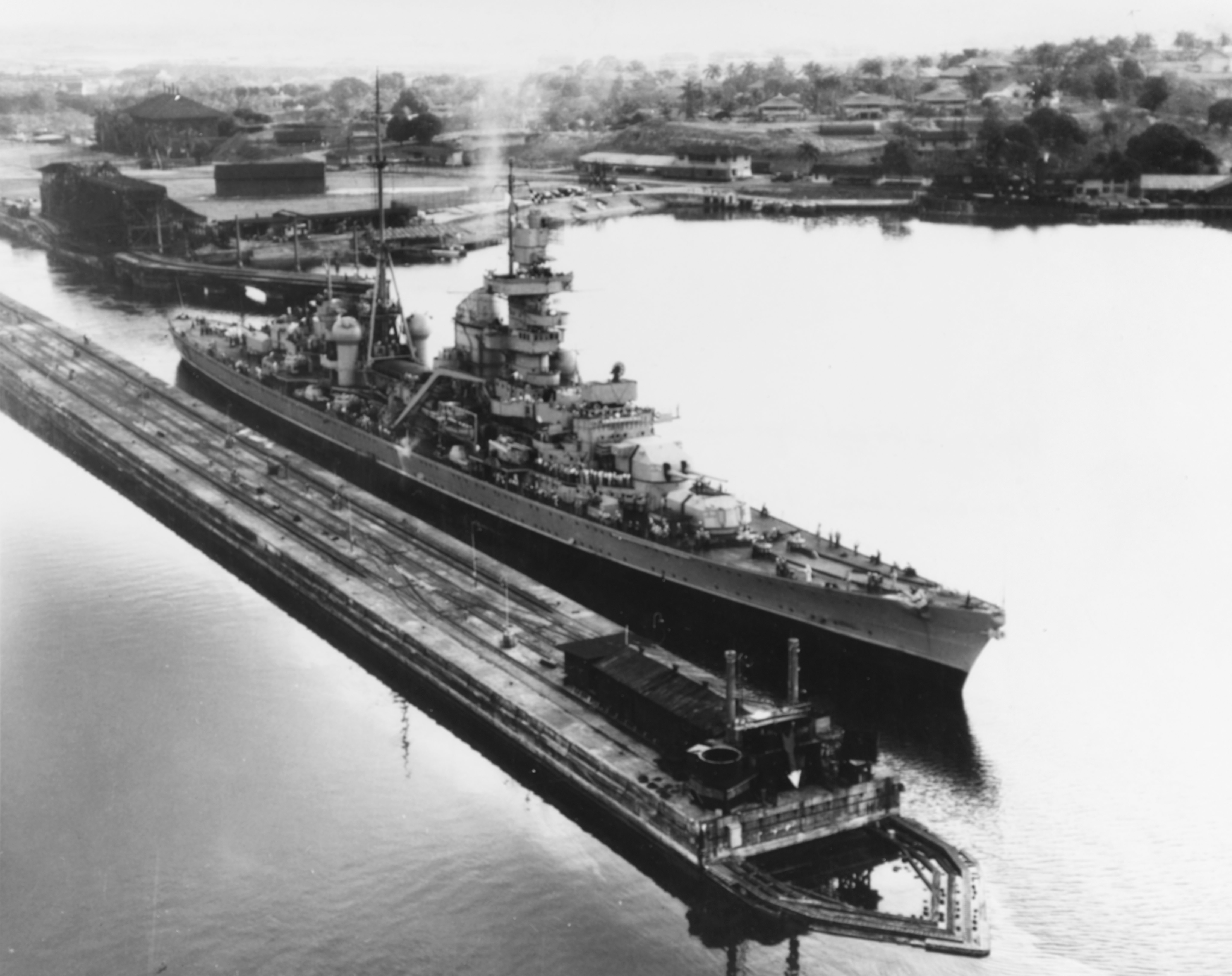
パナマ運河を通過するプリンツ・オイゲン

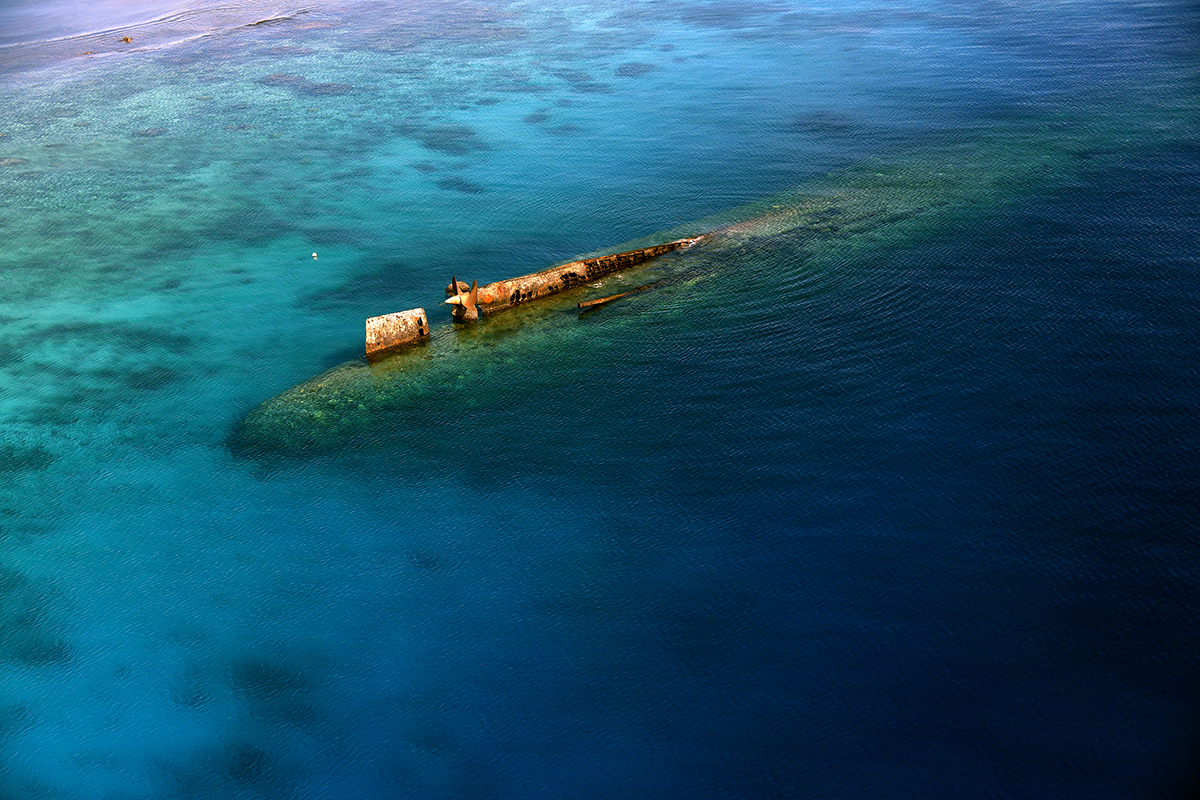
2018年7月24日に撮影されたプリンツ・オイゲンの残骸。スクリュー一基が露出しているのが確認できる

プリンツ・オイゲンは激戦の続く中、終戦まで生き残った幸運艦であった。戦後アメリカ軍が接収し、「USS プリンツ・ユージン（USS Prinz Eugen, IX-300）」としてアメリカ海軍の艦籍に入る。ビキニ環礁での原爆実験標的艦として使用されたが、空中(エイブル実験)と海中(ベーカー実験)の2回爆発を受けても沈まず、調査と除染のためにクェゼリン環礁に運ばれた。しかし、原爆実験による浸水が増大したことから沈没を防ぐために浅瀬に座礁させられたものの、翌日転覆した。放射能汚染された船体が解体されて市場に出ることを避けるため、アメリカは解体せずに放棄することにした。浅瀬で沈没したために、船尾は海面上に出た状態で現在も放置されており、衛星写真などでも見ることができる。
しかし、船体内部には燃料が大量に残されていること、放射能汚染が続いていることなど問題が残っている。燃料については、アメリカ海軍及び陸軍、そしてミクロネシア政府と共同で2018年9月からサルベージ船サルヴァーとタンカーHumberによる回収が開始され、10月15日までに97%にあたる 250,000 米ガロン （950,000リットル）の燃料が回収されたと発表された。
プリンツ・オイゲンのスクリューは海軍出身者による団体Deutscher Marinebundの尽力により1979年に回収され、ドイツ本国に帰還して、ラーボエ海軍記念館にて展示されている。魚雷発射管1基はブレーマーハーフェンのドイツ海洋博物館に展示されている。また、船鐘はアメリカ海軍国立博物館に展示されている。

## 艦長
- ヘルムート・ブリンクマン (Helmuth Brinkmann) 大佐 - 1940年8月1日から1942年7月31日（8月）
- Neubauer中佐（臨時） - 1942年6月25日から6月30日
- ヴィルヘルム・ベック (Wilhelm Beck) 少佐（臨時） - 1942年7月1日（8月）から10月8日
- ハンス＝エーリヒ・フォス (Hans-Erich Voss) 大佐 - 1942年10月9日から1943年2月28日
- ヴェルナー・エールハルト (Werner Ehrhardt) 大佐 - 1943年2月29日（3月）から1944年1月5日
- ハンス＝ユルゲン・ライニッケ (Hans-Jürgen Reinicke) 大佐 - 1944年1月6日から1945年5月7日
- A. H. グラウバート ( A. H. Graubart) 大佐（米海軍） - 1945年5月から1946年5月[要出典]

出典